# De burgemeester van Veurne (roman van Simenon)
De burgemeester van Veurne (oorspronkelijke titel: Le Bourgmestre de Furne') is een psychologische roman van de Franstalige Belgische auteur Georges Simenon. Het Franse origineel werd uitgegeven door uitgeverij Gallimard in 1939.

## Nederlandse vertaling
Le Bourgmestre de Furnes werd een eerste keer in het Nederlands vertaald door Benjo Maso in 1967, voor uitgeverij Bruna. In 2016 verscheen een hervertaling van de hand van Rokus Hofstede bij uitgeverij De Bezige Bij.

## Verfilming
Onder regie van Dré Poppe en Johan Boonen en in een bewerking van Leo Dewals werd De burgemeester van Veurne in 1983 verfilmd door de BRT. Deze televieserie, opgenomen op locatie, had in Vlaanderen veel succes. De rol van de burgemeester werd gespeeld door Ward de Ravet, met als tegenspelers onder meer Jo De Meyere, Paul Cammermans en Ingrid De Vos.

## Samenvatting

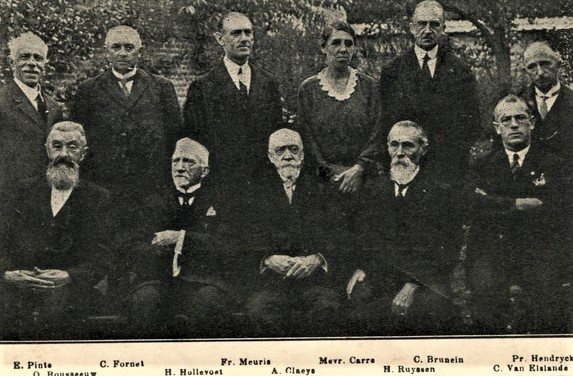
De Liberale kandidaten voor de gemeenteraadsverkiezingen van Veurne in 1932 (bron stadsarchief Veurne)

In het West-Vlaamse stadje Veurne voert Joris ‘de Baas’ Terlinck de plak als burgemeester en als directeur van een sigarenfabriek. Een werknemer die de dochter van een notabele – Terlincks gezworen vijand – zwanger heeft gemaakt, vraagt de Baas om een voorschot zodat het meisje abortus kan plegen. Terlinck wijst hem koudweg af, waarop de jongeman zich het leven beneemt. Dat kleine schandaal vormt een keerpunt in het strak georganiseerde leven van Joris Terlinck. De burgemeester van Veurne wordt een vreemdeling in zijn eigen huis en komt tot het pijnlijke besef van zijn onmacht en kwetsbaarheid. De burgemeester van Veurne is behalve een portret van een man in crisis ook een beschrijving van een West-Vlaams stadje in de jaren 1930 en haar hypocriete, in machtsspelletjes verwikkelde bourgeoisie.
Aan de roman gaat een 'voorbericht' vooraf, waarin de auteur verklaart: 'Ik ken Veurne niet. Ik ken de burgemeester noch de inwoners van Veurne. Veurne is voor mij niet meer dan een muzikaal motief. Ik hoop dus dat niemand zich desondanks in enig personage van mijn verhaal meent te moeten herkennen.' Volgens biograaf Pierre Assouline had Simenon lering getrokken uit het proces wegens smaad dat hem na de publicatie van Manesteek (1933) was aangedaan, en wilde hij met deze  opzichtige leugen voorkomen dat hij de notabelen van Veurne tegen zich in het harnas joeg.